# Correspondences (tijdschrift)
Correspondences: Journal for the Study of Esotericism is een peer-reviewed wetenschappelijk tijdschrift over de geschiedenis van de esoterie. Het wordt uitsluitend op het internet in open-accessvorm uitgegeven.

## Geschiedenis
Het tijdschrift werd in 2012 opgericht door twee onderzoeksmaster studenten van de Universiteit van Amsterdam. Zij specialiseerden zich in de wetenschappelijke studie van esoterie en hadden een interesse in elektronisch publiceren en open-access filosofie. 
De eerste uitgave werd in 2013 gepubliceerd. De titel was toen Correspondences: Online Journal for the Academic Study of Western Esotericism.
In 2018 besloot het tijdschrift de woorden "online" en "western" uit haar titel te halen. De redacteurs van het tijdschrift vonden namelijk dat "westerse" esoterie niet afgebakend kunnen worden van niet-westerse esoterie. Ook vonden zij dat de westerse identiteit ontstaan is in een problematische ideologische context die zij niet wilden reproduceren. Ten derde vonden de redacteurs dat na mate het vakgebied volwassen is geworden, het bijvoeglijk naamwoord "westers" niet meer nodig is om te laten zien dat het tijdschrift een historische en academische insteek hanteert.

## Verwijzingen
1. ↑  Correspondences: Journal for the Study of Esotericism. Directory of Open Access Journals (31 mei 2019). Gearchiveerd op 20 juni 2022.
2. ↑  Links to book series and journals. European Society for the Study of Western Esotericism. Gearchiveerd op 19 juni 2022.
3. ↑  Call for papers. Cambridge Centre for the study of Western Esotericism. Gearchiveerd op 12 februari 2022.
4. 1 2 3  Aren Roukema en Allan Kilner-Johnson (2018). Editorial: Time to Drop the “Western”. Correspondences 6 (2): 109–115.